# محمد بن بکران
محمد بن بکران مشهور به پیر بکران یکی از عرفا و مدرسین مشهور قرن هفتم هجری است. 

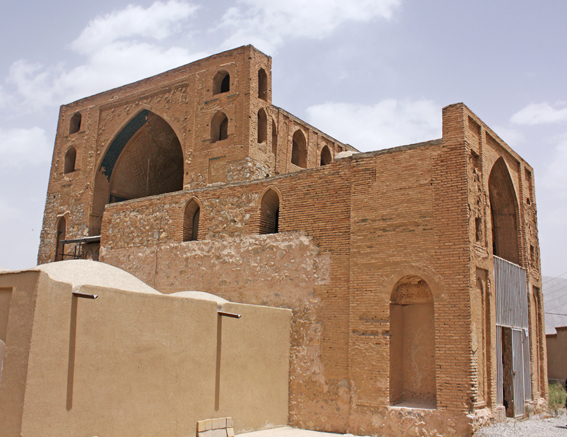
بنای بقعه (آرامگاه) پیر بکران

 وی در شهری که به نام او پیربکران نامیده می‌شود، در جنوب اصفهان در زمان سلطنت محمد خدابنده الجایتو بنا شده‌است. بقعه پیربکران، محل تدریس و اشاعه مرام صوفی گری و عرفان توسط پیر بکران بوده‌است و مریدانش به پاس مقام علمی و مذهبی وی پس از وفاتش آرامگاه پیر را بنا نهادند و در واقع شهر پیر بکران شهرت خود را مدیون اوست. در حال حاضر مزار او و گچ بر هنرمند بنا محمد شاه نقاش در کنار هم در داخل این بقعه کنار چله خانه بنا قرار دارد. این بقعه در نوع خود از بناهای بی نظیر تاریخی استان اصفهان و کشور مربوط به دوره ایلخانی است که کارشناسان، ارزش هنری و نوع معماری به کار رفته در گچ بری‌ها و کاشی کاری‌های محراب و چگونگی تلفیق چند نوع خط و نقش را بی نظیر می‌دانند. بنای اصلی بقعه طبق کتیبه‌های آن، بین سالهای ۷۰۳ (سال وفات پیربکران) تا ۷۱۲ ساخته شده‌است، اما در این محل پیش از آن نیز شبستانی گنبددار وجود داشته که احتمالاً مزار یکی از شخصیتهای برجسته محلی بوده‌است. همچنین کاشی جلاداری به تاریخ ۶۹۸ در آن یافت شده‌است. 

محراب گچ بری بقعه پیر بکران

## معماری بنای آرامگاه
این بنای تک ایوانی، از نظر سبک معماری شبیه به معماری دوره ساسانی و یادآور طاق کسری است، ولی طاق ایوان به جای این‌که مانند طاقهای دوره ساسانی هلالی باشد، نوک دار است.
مصالح اصلی بنا سنگ، آجر، گچ و کاشی‌های لعابدار منحصر به فردی است که در شکل‌های گوناگون و رنگهای معروف ایرانی یعنی نیلی و آبی پارسی منحصراً برای این بنا ساخته شده‌است. کل اثر متشکل است از دالان ورودی، یک ایوان بزرگ طاق دار، فضای آرامگاهی و چله خانه. ایوان از چهار جانب محصور و فقط بالای ضلع جنوبی آن که محراب نفیسی در آن واقع شده، باز است. معلوم است که در ابتدا مکان آرامگاه نیز جزئی از محوطه ایوان بوده‌است و بعدها انتهای ایوان را با دیوار مشبکی محصور و بخشی از این ایوان وسیع را به مقبره تبدیل کرده‌اند. سقف این صحن بلند است و در اطراف آن ایوانچه‌ها و غلام گردش هایی وجود دارد. ضلع شرقی و غربی ایوان به قرینه دارای دو جرز و یک طاق‌نمای کوچک است. محراب این مجموعه از بهترین محراب‌های منقوش گچی در دوره اسلامی است و کل مجموعه از لحاظ تزئینات کم‌نظیر است. خطوط و کتیبه‌ها اغلب با خط کوفی و ثلث گچبری شده‌اند و مضمون آن‌ها بیشتر، آیات و صلوات بر ائمه علیهم‌السلام و توصیف محمدبن بکران است. نام گچبر هنرمند این بقعه، محمدشاه نقاش، بر روی یکی از کتیبه‌های آن آمده‌است.
متأسفانه در حال حاضر فعالیت یک شرکت معدنی در نزدیکی این بنا و متعاقب آن استفاده از مواد منفجره به جهت استخراج آهک، باعث ایجاد شکستگی‌ها و ترکهای زیادی بر روی دیواره‌ها و فروریختن گچبری‌ها و کاشیکاری‌های بنا شده‌است و این فاجعه رو به افزایش است.

## نگارخانه

سنگ مزار پیر بکران و محمد شاه نقاش
بخشی از کاربندی و تزیینات آرامگاه پیر بکران
غلامگردش فوقانی منتهی به محرابچه ای کوچک
نمونه ای از خطوط و نقوش در هم تافته که زمانی رنگین بوده‌اند